# Antonius von Schönberg
Antonius von Schönberg, zeitgenössisch auch Anthonius von Schönberg, modernisiert auch Anton von Schönberg, (* 10. Februar 1588 in Mittelfrohna; † 19. Juli 1638 in Altenburg) war ein sachsen-altenburgischer Kammer- und Hofrat sowie Rittergutsbesitzer.

## Leben
Er stammte aus der sächsischen Adelsfamilie von Schönberg und war der Sohn des Georg d. J. von Schönberg auf Sachsenburg und dessen Ehefrau Lukretia von Schönberg. Der kursächsische Berg- und Amtshauptmann Georg Friedrich von Schönberg (* 27. November 1586 in Mittelfrohna; † 23. Oktober 1650 in Freiberg) war sein zwei Jahre älterer Bruder.
Wie viele seiner Familienangehörigen schlug er eine Verwaltungslaufbahn im Dienst der Wettiner ein. Er ging jedoch nicht an den Hof nach Dresden, sondern in die Residenzstadt Altenburg, wo er Kammer- und Hofrat der dort regierenden Herzöge von Sachsen-Altenburg wurde.
Als Rittergutsbesitzer war er Erb-, Lehn- und Gerichtsherr auf Mittelfrohna und Wolperndorf, die er zeitweilig gemeinsam mit seinem älteren Bruder besaß.
Die anlässlich seiner Beerdigung gehaltenen Leichenpredigten des Altenburger Archidiakons Jacob Freiesleben und des Pfarrers Nicolaus Neunobelius erschienen bei Otto Michael in Altenburg im Jahre 1638 in Druck.